# Hugh Douglas (comte d'Ormonde)
Pour les articles homonymes, voir Douglas.
Hugh Douglas, comte d'Ormonde (mort en 1455) est un pair d'Écosse et membre du clan Douglas.

## Biographie

### Famille
Hugh est le quatrième fils de James Douglas, 7e comte de Douglas et de Beatrice Lindsay, fille d'Henry II Sinclair, comte des Orcades.
Il compte parmi ses frères William Douglas, 8e comte de Douglas, James Douglas, 9e comte de Douglas, Archibald Douglas, comte de Moray et John Douglas, Lord de Balvenie.

### Carrière
Il est créé comte d'Ormonde avant 1445 lorsqu'il est présent au Parlement d'Écosse. Il reçoit de son frère William les terres de Rattray, Aberdour, et Crimond dans l'Aberdeenshire, celui de Dunsyre dans le Lanarkshire, et ceux d'Ardmanach et Ormonde dans le comté d'Inverness.
Hugh conduit les Écossais à la victoire en 1448 lors de la bataille de Sark, face à Henry Percy, 2e comte de Northumberland. 
Ormonde reçoit le contrôle des terres des Douglas lorsque son frère William part en pèlerinage à Rome en 1450. 

### Rébellion et mort
Après l'assassinat de William par le roi Jacques II en 1452, Ormonde entre en rébellion ouverte contre le roi.
Avec ses autres frères, sauf James, devenu 9e comte de Douglas, Hugh affronte l'armée royale le 1er mai 1455 à la bataille d'Arkinholm et est défait. Moray mourut de ses blessures et Balveny s'échappa, Ormonde fut capturé et exécuté pour trahison, ses terres étant confisquées.

### Descendance
Il laisse un fils, Hugh, qui devient doyen à la cathédrale de Brechin.